# Dedham Institution for Savings
O Dedham Savings, também conhecido como Dedham Institution for Savings, é um dos mais antigos bancos americanos ainda em funcionamento. Foi fundada em 19 de março de 1831 e está localizada em Dedham, Massachusetts. A Sociedade de Dedham para Apreender Ladrões de Cavalos tem uma conta no banco que se acredita ser a conta mais antiga da América. Em 1911, o banco iniciou um programa com as Escolas Públicas de Dedham, no qual os professores coletavam dinheiro dos alunos e depositavam em seu nome na Dedham Savings.
Os depósitos na Dedham Savings são segurados pela Federal Deposit Insurance Corporation, que define a instituição como um banco comunitário.

## Ramos
Os escritórios do banco incluem:
- Dedham
- Needham
- Norwood
- Sharon
- South Boston
- Walpole
- Westwood